# 尼古拉斯·珀内尔
尼古拉斯·珀内尔（英語：Nicholas Purnell，1990年6月4日—），澳大利亚男子赛艇运动员。他曾代表澳大利亚参加世界赛艇锦标赛，获得一枚银牌和二枚铜牌。他也曾参加2012年和2020年夏季奥林匹克运动会。